# Projekt na podporu ekonomické diplomacie
Projekt na podporu ekonomické diplomacie (PROPED) je akce (nástroj) na podporu ekonomické diplomacie v gesci Ministerstva zahraničních věcí ČR zaměřená na podporu exportu českých podnikatelských subjektů ve vybraných teritoriích a sektorech. Podporuje také vědecké mise – mezinárodní spolupráci v oblasti výzkumu, vývoje a inovací.
PROPED je incomingová mise založená na součinnosti se zastupitelskými úřady ČR v jednotlivých zemích a to formou pořádání oborových prezentací, business fór, seminářů, kulatých stolů, podnikatelských misí i účastí na výstavách.